# Damaratos
Damaratos (dor. Δαμάρατος Damáratos; ion. Δημάρατος Dēmáratos) war spartanischer König aus dem Geschlecht der Eurypontiden von ca. 515 bis ca. 491 v. Chr.
Damaratos ist Sohn des Königs Ariston und dessen dritter Ehefrau. Er war mit Perkalos verheiratet, die er Leotychidas II. entführt hatte. Nach dem Tod seines Vaters übernahm Damaratos die Regierung. Im Jahr 504 errang er wohl als einziger spartanischer König bei den Olympischen Spielen einen Sieg im Wagenrennen.
Im Jahr 506 v. Chr. scheiterte ein Angriff des Mitkönigs Kleomenes auf Athen durch Intrigen des Damaratos und der Korinther. Nicht lange darauf wollte Kleomenes gegen Ägina vorgehen, abermals  durchkreuzte Damaratos seine Absichten. Im Gegenzug erreichte Kleomenes zusammen mit Leotychidas, dass Damaratos nicht mehr als rechtmäßiger Sohn des Ariston anerkannt und abgesetzt wurde, indem er die Ephoren beeinflusste und die Pythia in Delphi bestach. Damaratos  wurde nicht rehabilitiert, als die Intrige wenig später aufgedeckt wurde. Damaratos verließ, auch von seinem Nachfolger Leotychidas gekränkt, daraufhin unter dem Vorwand einer Reise nach Delphi Sparta und floh nach Susa zu dem Perserkönig Dareios I., der ihm großen Besitz in Mysien schenkte.
Im Jahr 480 begleitete Damaratos Xerxes I. auf dem Zug gegen Hellas. Seine Rolle als Ratgeber ist jedoch legendär ausgeschmückt, obgleich sich Herodot auf die sogenannte Damaratosquelle (eine auf Damaratos zurückgehende mündliche Tradition) gestützt haben wird. Als Belohnung für seine dabei geleisteten Dienste erhielt er nach dem Feldzug die Städte Teuthrania, Pergamon, Halisarna und Gambreion als erblichen Besitz. Nach Plutarch lebte Damaratos noch, als Themistokles 464 zum Perserkönig nach Susa kam.